# 부강
부강(중국어: 涪江, 병음: Fú Jiāng, 표준어: 푸장강)은 중화인민공화국의 쓰촨성을 흐르는 큰 강으로, 자링강의 지류이다.
원류는 쓰촨성 북부의 아바 티베트족 창족 자치주이며, 민산산맥의 주봉인 쉐바오딩(雪宝頂) 부근, 쑹판현과 주자이거우현 사이의 분수령에서 발원한다. 강은 민산산맥의 깊은 산간을 남쪽으로 흘러 핑우현(몐양시)을 지나, 쓰촨 분지로 나와 장유시, 몐양시, 쓰훙현, 쑤이닝시를 지나, 충칭시 허촨구에서 자링강과 합류한다.
전체 길이는 700km, 유역 면적은 36,400km2이다. 핑우로부터 하구인 허촨까지 552km는 항행이 가능하지만, 토사로 강이 얕아진 부분도 있어 수운에 곤란한 부분이 있기 때문에, 하천 개수 공사가 현지 시 정부에 의해 행해지고 있다. 또 풍부한 수량을 활용해 댐 등을 만들어, 수력 발전이나 쓰촨 분지로의 대규모 관개를 실시할 계획(우두 개수공정)도 1980년대 후반 이래 진행되고 있다.